# Antonín Kalina

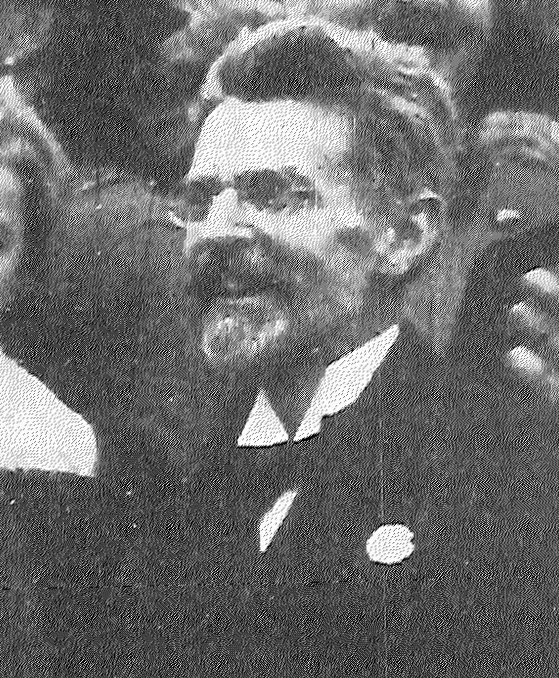
Antonín Kalina (1918)

Antonín Kalina (* 15. Juni 1870 in Deutschbrod, Böhmen; † 17. Dezember 1922 in Prag) war ein böhmisch-tschechischer Politiker.
Gemeinsam mit Antonín Hajn und weiteren Mitkämpfern gründete er 1897 die radikale fortschrittliche Partei. Von 1901 saß er als Abgeordneter und bekannt als temperamentvoller Redner im Landesparlament und von 1907 an im Reichsrat. Nach dem Zusammenschluss der Radikalen Fortschrittlichen Partei mit der Radikalen Rechtsstaatlichen Partei 1908 führte er die Koalition, deren Ziel die vollständige Selbstverwaltung Böhmens war, mit an. In seiner flammenden Rede im Reichsrat 1917 forderte er die Erneuerung des tschechischen Staates ohne Rücksicht auf das Reich und die österreichische Dynastie. Während des Krieges verweigerte diese Partei jegliche Art der Einmischung und aktive Teilnahme an der Seite der österreichischen Monarchie. Kalina selbst schloss sich dem böhmischen Widerstand an.
Nach der Gründung der Tschechoslowakei wurde er zum Abgeordneten der Nationalversammlung gewählt und war von 1919 an der erste tschechoslowakische Gesandte in Jugoslawien.
1922 starb er an Darmkrebs.